# Longchamps-Punkt

Longchamps-Punkt L

Der Longchamps-Punkt (Punkt von De Longchamps), benannt nach dem französischen Mathematiker Gohierre de Longchamps (1842–1906), gehört zu den ausgezeichneten Punkten eines Dreiecks. Er ist definiert als der Spiegelpunkt (L) des Höhenschnittpunkts (H) am Umkreismittelpunkt (U).

## Eigenschaften
- Der Longchamps-Punkt liegt auf der eulerschen Geraden.[2]
- Der Longchamps-Punkt liegt mit dem Gergonne-Punkt und dem Inkreismittelpunkt auf einer Geraden, nämlich der Soddy-Geraden.[3]

## Koordinaten
Die trilinearen Koordinaten des Longchamps-Punkts ({\displaystyle X_{20}}) sind
{\displaystyle (\cos \alpha -\cos \beta \cos \gamma )\,:\,(\cos \beta -\cos \gamma \cos \alpha )\,:\,(\cos \gamma -\cos \alpha \cos \beta ).}
Die baryzentrischen Koordinaten sind (gleichwertig)
{\displaystyle (\tan \beta +\tan \gamma -\tan \alpha )\,:\,(\tan \gamma +\tan \alpha -\tan \beta )\,:\,(\tan \alpha +\tan \beta -\tan \gamma )} oder
{\displaystyle f(a,b,c):f(b,c,a):f(c,a,b)} mit {\displaystyle f(a,b,c)=2a^{2}(b^{2}+c^{2})+(b^{2}-c^{2})^{2}-3a^{4}.}
Dabei sind {\displaystyle a,b,c} die Seitenlängen des Dreiecks und {\displaystyle \alpha ,\beta ,\gamma } die Größen der Innenwinkel.